# Лин Эмери
Лин Эмери (англ. Lin Emery, 20 мая 1926, Нью-Йорк, США — 11 марта 2021) — американский скульптор, известна кинетическими абстрактными скульптурами из полированного алюминия, грациозное движение которых напоминает танец.

## Творчество
Лин Эмери родилась в Нью-Йорке, переехала в Чикаго, где работала журналистом в «Chicago Sun». Вскоре она отправилась в Париж, где занималась переводами для газеты «France Dimanche». Так случилось, что Лин Эмери жила через дорогу от студии Осипа Цадкина и заинтересовалась его работой. В студии Цадкина она научилась моделированию, её ранние работы демонстрируют интерес к удлиненным формам романской скульптуры. После года обучения в студии скульптора она вернулась в США и осела в Новом Орлеане.
Вскоре после возвращения, Эмери обучилась сварке, чтобы создавать арматуру для больших фигур. Её интерес, однако, обратился от фигур к абстрактным формам самой арматуры. К 1957 она создала свою первую кинетическую скульптуру, которая приводилась в движение водой, вдохновившись наблюдением за движением ложки в чашке. Художница вскоре разработала альтернативные техники для создания движения, многие её работы 1960-х и 1970-х приводились в движение при помощи магнитов. В конце 1970-х Эмери перестала использовать бронзу и практически полностью переключилась на полированный алюминий.
В дополнение к многочисленным государственным заказам, Эмери играла важную роль в небольшом арт-сообществе Нового Орлеана в качестве одного из учредителей первой городской кооперативной галереи — «Orleans Gallery».
Хотя большинство её поздних работ строго геометрические и могут быть связаны с конструктивизмом, они основаны на наблюдениях Эмери за природой и её интересом к движению и танцу. Художница стремилась избегать чисто механических движений, например, движение скульптуры MITRE выглядит абсолютно органичным. В 1980-х Эмери разработала тип шарикоподшипника, который позволял различным частям скульптуры двигаться в различных направлениях, поворачиваясь на 360 градусов.

## Персональные выставки
- 2006 Kouros Gallery, Нью-Йорк
- 2005 Arthur Roger Gallery, Лос-Анджелес
- 2003 Slidell Arts Center, Лос-Анджелес
- 2003 Arthur Roger Gallery, Лос-Анджелес
- 2002 Meadows Museum, Монро
- 2001 Masur Museum, Монро
- 2000 Kouros Gallery, Нью-Йорк
- 1999 Arthur Roger Gallery, Новый Орлеан
- 1999 Mitsuhashi Gallery, Киото
- 1996 New Orleans Museum of Art, Новый Орлеан
- 1989 Kouros Gallery, Нью-Йорк
- 1984 Max Hutchinson Gallery, Нью-Йорк
- 1982 Max Hutchinson Gallery, Нью-Йорк

## Публичные коллекции
- Centennial Art Center, Нэшвилл, Теннесси
- Columbia Museum of Art, Колумбия, Южная Каролина
- Delaware Museum of Art, Уилмингтон, штат Делавэр
- Flint Institute of Arts, Флинт, штат Массачусетс
- Hunter Museum, Чаттануга, штат Теннесси
- Huntington Galleries of Art, Хантингтон, Западная Вирджиния
- Museum of Foreign Art, София, Болгария
- National Collection of American Art, Вашингтон
- New Orleans Museum of Art, Новый Орлеан
- Norton Galleries, Уэст-Палм-Бич, Флорида
- Walter P. Chrysler Museum, Норфолк, Вирджиния